# 숙인
숙인(淑人)은 조선 시대 정3품에 해당하는 관직인 통훈대부(通訓大夫), 어모장군(禦侮將軍), 창선대부(彰善大夫), 정순대부(正順大夫) 이하의 품계를 역임한 당하관(堂下官)의 아내, 종3품에 해당하는 관직을 역임한 종친 및 문무관의 아내에게 주던 작위(爵位)이다. 이 봉작 작위는 내명부 관등 등급상 숙부인(淑夫人)의 아래, 영인(令人)의 위에 해당한다.